# Suffolk Coastal
Suffolk Coastal – dawny dystrykt niemetropolitalny w hrabstwie Suffolk w Anglii.
Dystrykt utworzony został 1 kwietnia 1974. Funkcjonował do 1 kwietnia 2019 roku, kiedy to w wyniku połączenia z sąsiednim Waveney, utworzony został dystrykt East Suffolk.
Siedzibą władz lokalnych do końca 2016 roku było Woodbridge. Następnie funkcję tę przejęło Melton.

## Miasta
- Aldeburgh
- Felixstowe
- Framlingham
- Kesgrave
- Leiston
- Orford
- Saxmundham
- Woodbridge